# Vimba elongata
Vimba elongata — вид риб родини ялецевих (Leuciscidae). Зустрічається виключно в басейні верхнього Дунаю: альпійські озера верхньої Австрії та південної Баварії.